# Großaitingen
Großaitingen település Németországban, azon belül Bajorországban. Lakosainak száma 5339 fő (2023. december 31.).

## Népesség
A település népessége az elmúlt években az alábbi módon változott:
| Lakosok száma | 1217 | 2325 | 2961 | 3620 | 4871 | 4902 | 5001 | 5037 | 5306 | 5339 |
|               | 1875 | 1950 | 1975 | 1987 | 2012 | 2014 | 2016 | 2017 | 2021 | 2023 |